# Katherine V. Forrest
Katherine V. Forrest, nacida en 1939, es una escritora de los Estados Unidos.
Forrest es conocida especialmente por sus ocho novelas sobre una detective de policía lesbiana llamada Kate Delafield, la primera lesbiana en la novela negra en América. También tiene una larga carrera como editora de ficción en Naiad Press. Además, ha escrito una serie de novelas románticas y de ciencia ficción. Su novela A Curious Wine está considerada como un clásico de la literatura lésbica norteamericana.
Ha recibido el premio al pionero de la Lambda Literary Foundation, y en 2007 pasó a formar parte de su consejo de administración.
Vive con su pareja, Jo Hercus, en San Francisco.

## Obra
- Serie Daughters of a Coral Dawn
  - Daughters of a Coral Dawn (1984)
  - Daughters of an Amber Noon (2002)
  - Daughters of an Emerald Dusk (2005)

- Serie Kate Delafield
  - Amateur City (1984)
  - Murder At the Nightwood Bar (1987)
  - The Beverly Malibu (1989)
  - Murder By Tradition (1991)
  - Liberty Square (1996), 1996, ganador del Lambda Literary Award
  - Apparition Alley (1997)
  - Sleeping Bones (1999)
  - Hancock Park (2004)

- An Emergence of Green (1990)
- Curious Wine (1990)
- Flashpoint (1994)
- Dreams and Swords (1987)

También ha editado varias antologías de ficción lésbica de diversos géneros.